# Wumo
Wumo ранние Wulffmorgenthaler — датский веб-комикс, созданный датским писателем и комиком Микаэлям Вульффом и датским художником Андерсом Моргенталером. Название комикса — это языковая контаминация (искусственное слово), созданная из двух фамилий. Название комикса представляет собой игру слов, созданную из фамилий пары. Название также получил сатирический сериал, транслировавшийся на датском канале DR2 в 2005 году. В июне 2012 года комикс сменил название на WUMO.

## История
WUMO дебютировал в 2001 году как часть конкурса комиксов под названием Kalzone, завершенного за несколько часов до крайнего срока подачи заявок. Лента, представленная под псевдонимом «Пернилле Рихтер Андерссон», выиграла конкурс, после чего последовал месячный тираж в датской национальной газете Politiken.
Комикс стала регулярно появляться на интернет-портале культуры Датского радио в 2002 году, а в октябре 2003 года она стала регулярной полосой ежедневной газеты в Politiken.
По состоянию на июнь 2012 года WUMO печатается ежедневно в изданиях Politiken (Дания), Aftonbladet (Швеция), Dagbladet (Норвегия), Die Welt (Германия), Helsingin Sanomat (Финляндия) и в онлайне в De Telegraaf (Нидерланды) – и на собственном сайте wumo.com.
В октябре 2013 года WUMO начал синдицироваться американской компанией Universal Uclick. Появляясь в сотнях газет по всей территории Соединенных Штатов, включая The Washington Post и New York Daily News (на некоторых рынках заменяя комикс Get Fuzzy). Запуск WUMO был масштабен, чем запуск таких известных комиксов, таких как «Кельвин и Хоббс» или «The Far Side».

## Стиль и контекст
Комикс имеет очень своеобразный литературный стиль, с шаткими линиями и расцветками, которые кажутся созданными с помощью компьютерный графики. Большинство частей представлены в виде одной панели, избегая более традиционного формата разделов в коробках, чтобы обозначить прогресс или движение во времени. Повторяющиеся персонажи в Wumo, как правило, больше похожи на повторяющиесю шутку, чем на законное продолжающееся нарратив.
Однако некоторое время люди, были изображенные без одежды. Согласно сайту комикса, Моргенталеру «надоела утомительная тщательность рисования на людях одежды, поэтому он просто перестал это делать». Иногда, когда ситуация требовала определенного наряда для обозначения определенной роли, люди выглядели одетыми. В последнее время все персонажи стали появляться полностью одетыми, а в старые комиксы была добавлена одежда.
Контекст варьируется от социальной сатиры до полной бессмыслицы и основан как на интеллектуальном юморе, так и на простом фарсе. Чтение Wumo часто является упражнением для воображения, поскольку оно имеет привычку сопоставлять совершенно обычных персонажей в чрезвычайно необычных ситуациях, или наоборот. «Изюминки» доставляются в виде диалогов или острот, написанных в подписи под изображением. Поскольку комикс нарисован в несерийном формате, его подача и время особенно важны (и их сложно маневрировать), и в результате большая часть юмора в Wumo зависит от качества самого сценария, а не от элемента неожиданности, который обычно поддается традиционному изюминке комиксов.

## Обвинения в плагиате
Комикс какое-то время был в центре дебатов по поводу плагиата, поскольку последователи комикса выразили обеспокоенность по поводу рекламной кампании датского офиса рекламного агентства DDB, продвигающей Volkswagen Golf GT, позаимствовавшей шутку из комикса Wulffmorgenthaler. В обратном выпуске Wulffmorgenthaler был обвинен в плагиате фотографии, которая была распространена в Интернете, на что Андерс Моргенталер признал, что дуэт был вдохновлен изображением, и основал на нем полосу, полагая, что это была фотография, пересланная в частном порядке.

## В других медия

### Сатирический Сериал
Wumo также транслировался как сатирический телесериал в стиле пародийного шоу для детей в Дании, в котором Вульф и Моргенталер и их друзья-растовые куклы Дольф, фашистский бегемот, и Маргит, политкорректная белка женского пола, представляют различные короткометражные фильмы. Единственный повторяющийся персонаж комикса - Мальчик Тукан. В число новых персонажей входят Ансгар и Локи, очень сексуально активный археолог и его коллега, смертельно боящиеся «Вагины», участников игрового шоу пятидесятых годов. Еще одним повторяющимся эпизодом в сериале было «Реалити-шоу» с участием незадачливого школьного фотографа Бента и его умственно отсталого ассистента Буббера, братья Лефевр, продавцов ковров, пытающихся стать актерами театра, Асгера Лесняка, у которого есть личная вендетта против парня по имени Бруно, который часто посещает места, где работает Асгер, и Биммер, персонаж, одержимый жизнью в тропиках.
Во втором сезоне телесериал превратился в «Дольфа и Вульфа» в документальном стиле  где Дольф является в качестве доминирующего главного героя.
Второй сезон превратился в третий сезон, на этот раз в стиле ночного ток-шоу 17 марта 2006 года под названием «Dolph og Wulff – med venner» (Дольф и Вульф – с друзьями). Друзья - помешанный на сексе англоговорящий бобер по имени Рокко и орангутан Финн. На самом деле Рокко был создан как помешанная на сексе белка Маргит в первом сезоне, но в конечном итоге было решено не использовать его, поэтому вместо этого в роли Маргит использовалась ростовая кукла Рокко.
В 2011 году Вульф и Моргенталер создали телешоу — анимационный ситком под названием Панды (Pandaerne), который длился три сезона. Было объявлено, что канадско-американский ремейк «Панд» находится в производстве Corus Entertainment и Bento Box Entertainment. Сериал был запланирован на 2016 год, но с тех пор от него отказались из-за приобретения Fox Entertainment компании Bento Box Entertainment в 2020 году.